# Inselteich (Schlepzig)
Der Inselteich ist ein Gewässer auf der Gemarkung der Gemeinde Schlepzig im Landkreis Dahme-Spreewald in Brandenburg. Er liegt südlich des Gemeindezentrums; westlich fließt die Spree von Süden kommend in nördlicher Richtung an dem Gewässer vorbei. Am südlichen Ufer befindet sich ein Wehr, über das Frischwasser aus der Spree in den Teich geleitet werden kann. Südwestlich dieser wasserbaulichen Anlage liegt der Wohnplatz Petkamsberg. Der Inselteich wird für die gewerbliche Fischzucht genutzt. Zum Ende der Saison findet dort jährlich ein Abfischen statt; die Aktion hat Volksfestcharakter.